# Halecium paucinodum
Halecium paucinodum is een hydroïdpoliep uit de familie Haleciidae. De poliep komt uit het geslacht Halecium. Halecium paucinodum werd in 1947 voor het eerst wetenschappelijk beschreven door Fraser. 